# Группа Нарратор
Молодая группа Нарратор основалась 31 мая 2023 года в городе Симферополе и с первых шагов завоевала внимание Крымской публики. Композиции построены на жанре панк, но эти музыканты не зацикливаются на определенном жанре, музыка полна свободы и уникальности ! 
На момент 2025 года в состав группы входят:
Иван Факов - вокалист и гитарист 
Иван Локтюшов - гитарист 
Леонид - басист 
также в группе принимал участие барабанщик Игорь Воробей, но с 2025 по 2026 год он находится на срочной службе Российской армии. По истечению этого срока - снова станет участником группы. 
1. ↑  Уютный дом нарратаров. Telegram. Дата обращения: 19 августа 2025.
2. ↑  Уютный дом нарратаров. Telegram. Дата обращения: 19 августа 2025.